# Mactan
L'illa de Mactan es troba davant de les costes de l'illa de Cebú, a la província filipina de Cebú.
L'illa està subdividida entre les municipalitats de Córdova i Lapu-Lapu.
Es connecta amb l'illa de Cebu mitjançant dos grans ponts, el pont de Marcelo Ferran i el de Mactan-Mandaue.

## Història
L'illa era un assentament musulmà abans de ser colonitzada per Espanya en el segle xvi.
el 1521 va esdevenir la batalla de Mactan, durant la qual més de 1.500 guerrers musulmans sota el comandament del seu cap Datu Lapu-Lapu, es van enfrontar a 49 expedicionaris cristians comandats per Fernando de Magallanes, que pretenien donar suport al Rajà Humabon de Cebu i sotmetre l'illa a la fe cristiana. Magallanes va resultar mort durant la lluita i un obelisc erigit en el seu honor comparteix avui l'espai del Santuari de Mactan al costat d'una estàtua de Lapu-Lapu.
En 1730, frares Augustinas establir el municipi d'oposar que va ser renombrado com la ciutat de Lapu-Lapu el 1961.

## Economia
A l'illa es troba l'aeroport Mactan-Cebu, el segon més important en tràfic de les Filipines.
A més de l'aeroport, l'illa és coneguda en l'actualitat per les seves fàbriques industrials, que són algunes de les empreses industrials de més èxit a les Filipines. Moltes d'elles estan situades a la zona franca industrial de Mactan (MEPZ), una zona industrial lliure d'impostos que va obrir les portes el 1979 i que inclou més de 35 negocis, la meitat dels quals són de propietat japonesa.
També és important per a l'economia de l'illa la seva producció de mobles, així com de guitarres, ukeleles i altres instruments musicals.

## Turisme
L'illa de Mactan posseeix una col·lecció diversa d'atraccions i centres turístics d'alta qualitat que la converteixen en una de les illes més turístiques de Cebu.
En ser una illa de corall, envoltada en la seva major part d'aigües cristal·lines, Mactan podria en teoria oferir alguns dels millors llocs per a esports aquàtics, com a punts de busseig o la pràctica de la vela, que es puguin trobar a les Filipines, sense això en no disposar de depuradores d'aigües residuals, les aigües estan tèrboles i permanentment contaminades amb aigües fecals, sent un perill d'infecció.
El "Mactan Island Aquarium" és el primer aquari del seu tipus a la regió de les Bisayas i conté més de 30 exposicions que mostren la vida de les espècies aquàtiques de Cebu, des de les serps marines als taurons.